# ナイジェル・リスゴー
ナイジェル・リスゴー（Nigel Lythgoe 1949年7月9日-）は、イングランド出身のリアリティ番組出演者、映画監督、プロデューサー。アメリカン・ダンスアイドルでは審査員を勤めている。

## 出演
- アメリカン・ダンスアイドル 出演
- アメリカン・アイドル エグゼクティブプロデューサー